# Josef Kaltenbrunner
Josef Kaltenbrunner   (Viena, 22 de gener de 1888 - Viena, 1951) és un exfutbolista austríac de la dècada de 1900.
Fou 11 cops internacional amb la selecció austríaca amb la qual participà en els Jocs Olímpics d'Estiu de 1912.
Pel que fa a clubs, defensà els colors de SK Rapid Wien.